# Henryk Jaźnicki
Henryk Jaźnicki (ur. 6 września 1917 w Radzyniu Podlaskim, zm. 25 lutego 2004 w Józefowie) – polski piłkarz (napastnik), koszykarz, siatkarz, szczypiornista. Długoletni zawodnik warszawskiej Polonii.

## Życiorys

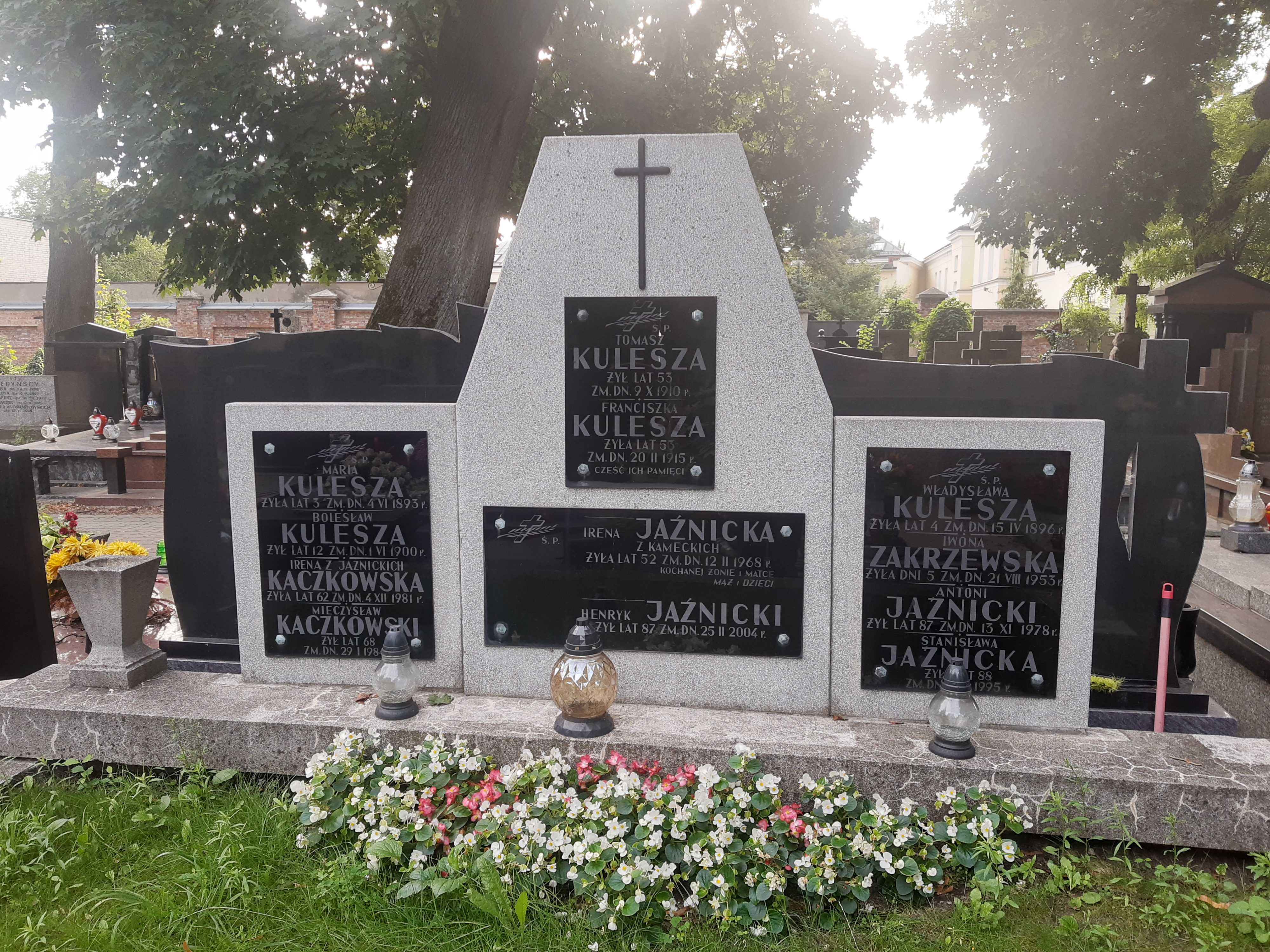
Grób Henryka i Ireny Jaźnickich na cmentarzu Bródnowskim w Warszawie

Piłkarzem Polonii był trzykrotnie. Jej barw bronił w latach 1938–1939, 1945 oraz 1947–1952. W lidze strzelił 34 bramki. W czasie wojny był więźniem obozów koncentracyjnych.
W 1937 roku w Warszawie zdobył z siatkarzami Polonii Warszawa mistrzostwo Polski, a w 1938 roku brązowy medal w Łodzi.
W reprezentacji Polski zagrał tylko raz. 27 sierpnia 1939 Polska wygrała 4:2 z Węgrami w meczu towarzyskim. Było to ostatnie przedwojenne spotkanie Polaków.
W czasie II wojny światowej walczył w kampanii wrześniowej, został złapany przez Niemców, był więźniem na Pawiaku w Warszawie, później przenoszony do Sachsenhausen (KL) i Mauthausen-Gusen. Po wojnie wrócił do Polski i kontynuował karierę. Uprawiał nie tylko piłkę nożną – grał w siatkówkę (3-krotny mistrz Polski), koszykówkę (1947, mistrz Polski oraz reprezentant kraju na ME w 1947) i piłkę ręczną (1947, wicemistrz Polski).
Jego żoną była koszykarka Irena Jaźnicka.
Został pochowany w grobie rodzinnym na cmentarzu bródnowskim (kwatera 4B-2-23/24).